# Línguas românicas orientais
As Línguas românicas orientais são línguas românicas que se desenvolveram na península itálica e no sudeste da Europa, principalmente na Romênia e na Moldávia. A maioria são derivadas do grupo Línguas ítalo-dálmatas e do romeno e, portanto, dos colonos romanos antigos - ou romanizados - criados na época de Trajano na Dácia. Como todas as línguas românicas, estas derivam do Latim.
- Línguas ítalo-dálmatas
  - Línguas ítalo-românicas
    - Língua italiana (Itália)
    - Italiano Central (Itália)
    - Língua napolitana (Itália)
    - Língua siciliana (Itália)
    - Língua corsa (França)
    - Judeo-italiano (Itália)

  - Línguas dálmato-românicas
    - Língua dálmata (†) 
    - Língua istriota

- Romeno ou daco-romeno (Romênia)
- Língua istrorromena (Croácia)
- Arromeno (Grécia, Bulgária, Macedônia do Norte, Albânia, Sérvia)
- Romeno meglesita (Grécia)

Nos Balcãs, há também uma idioma que alguns estudiosos descrevem como em parte românico: a Língua albanesa. Algumas línguas românicas da península balcânica desapareceram: o dalmático e panônico (ver Romania submersa).
As línguas românicas orientais são faladas por cerca de:
- 69.100.000 italianos, suíços e imigrantes ao redor do mundo
- 23.500.000 romenos e moldavos
- 500.000 italianos
- 250.000 arromenos

## História
Várias centenas de anos após o domínio do Império Romano na região, a forma local do latim vulgar evoluiu para o proto-romeno, uma língua que tinha a maioria dos recursos do romeno moderno. Devido as invasões estrangeiras (ver Romênia na Idade Média) e a migração dos pastores valacos (ver na Valáquia), entre 800 d.C e 1200 d.C dividiram o proto-romeno em cinco línguas distintas: o daco-romeno (hoje chamado de romeno na Roménia e na Moldávia), arromeno, valaco, megleno-romeno e o istrorromeno.